# Körpersoziologie
Die Körpersoziologie oder auch Soziologie des Körpers ist eine Spezielle Soziologie, in der die Interdependenz von Körper und Gesellschaft untersucht wird.
In der Körpersoziologie wird davon ausgegangen, dass gesellschaftliche Werte und Normen, Wissens- und Ideensysteme, Strukturen und Technologien den menschlichen Körper prägen. Dabei wird der Körper als Basiskategorie der soziologischen Handlungstheorie verstanden. Leitfrage dieser speziellen Soziologie ist, wie soziale Wirklichkeit durch körperliche Praktiken her- und dargestellt wird.